# Выборы в Законодательное собрание Адена (1959)
Выборы в законодательный Совет были проведены в колонии Аден  4 января 1959 года.

## После выборов
В предыдущих выборах в 1955 году только четыре  члена Совета из 18 мест были избраны. В данных выборах оспаривалось 12 выборных мест в расширенном Совете из 23 членов. колония была разделена на пять избирательных округов, каждый из которых избирал двух или трех членов. ограничения на избирательное право привели к тому, что  только 21,500 людей, являлись зарегистрированными для голосования избирателями с населением колонии в 180 000 человек. из оставшихся 11 членов Совета, пять были по должности и шестеро кандидатов. пять членов (как минимум три из которых должны были быть избраны члены) будут назначены "ответственными" губернатора, и несут ответственность за правительственные ведомства.
В общей сложности 31 кандидатов, участвовали в выборах, по пять-семь в каждом избирательном округе.

## Результаты
Из 12 избранных членов, девять были арабы, двое Сомалийцев и один был индиец. Все они были описаны как "старые про-английские богатые ".
Было подано только 6000 голосов избирателей, после Призывов к бойкоту в Аден Конгрессом профсоюзов, при явке избирателей всего на 27%. явка колебалась от 43% до 15% 

### Избранные члены
Победившие кандидатов были самовыдвиженцы, и получили от  902 до 207 голосов:
- Саиди (902 голосов)
- Кудабах Хан (854 голосов)
- Баюму (704 голосов)
- Салоли (663 голосов)
- Али Лукман (637 голосов)
- Саиди Хуссейн (580 голосов)
- Абдулла Бинсвалла (567 голосов)
- К Джоши (543 голосов)
- Али Аван Moulhi (521 голосов)
- Мактари (440 голосов)
- Хусейни (368 голосов)
- Мустафа Абдулла (207 голосов)

## Последствия
Несмотря на пробританский характер избранных членов Совета только Совет одобрил вступление в Федерацию Южной Аравии.